# Pseudoleptodeira latifasciata
La culebra ojo de gato (Pseudoleptodeira latifasciata) es una serpiente de la familia Dipsadidae. Es endémica de México y habita en selvas bajas de la cuenca del Río Balsas en Guerrero, Michoacán, Morelos y Puebla. Tiene un patrón de coloración rojizo en la cabeza. El cuerpo es café y tiene varias bandas claras transversales. Los machos miden hasta 52 cm y las hembras hasta 69.